# Raffaella Imbriani
Raffaella Imbriani (Karlsruhe, 24 de enero de 1973) es una deportista alemana que compitió en judo. Ganó dos medallas en el Campeonato Mundial de Judo, plata en 2001 y bronce en 2003, y dos medallas en el Campeonato Europeo de Judo, oro en 1998 y bronce en 1999.

## Palmarés internacional
| Campeonato Mundial | Campeonato Mundial      | Campeonato Mundial | Campeonato Mundial |
| Año                | Lugar                   | Medalla            | Categoría          |
| ------------------ | ----------------------- | ------------------ | ------------------ |
| 2001               | Múnich (Alemania)       | Medalla de plata   | –52 kg             |
| 2003               | Osaka (Japón)           | Medalla de bronce  | –52 kg             |
| Campeonato Europeo |                         |                    |                    |
| Año                | Lugar                   | Medalla            | Categoría          |
| 1998               | Oviedo (España)         | Medalla de oro     | –52 kg             |
| 1999               | Bratislava (Eslovaquia) | Medalla de bronce  | –52 kg             |